# George Collie
George Collie, född 21 april 1941, är en friidrottare från Bahamas. Han deltog vid olympiska sommarspelen 1964.